# أرني فيشر
أرني فيشر (بالإنجليزية: Arnie Fisher) هو لاعب الجسر ‏ الأمريكي المحترف ومؤلف الجسر ومعلم الجامعة ورجل الأعمال. هو من كليمنتون ، نيو جيرسي وتخرج من جامعة بنسلفانيا. أمريكي الجنسية، ولد في 1938. في مدينة كلينتون ، نيو جيرسي وتخرج من جامعة بنسلفانيا.